# Mireille Kermor
Mireille Kermor, de son vrai nom Julie Morel, née le 19 septembre 1877 à Saint-Malo et morte le 3 juin 1963 à Paris, est une compositrice française.

## Biographie
Julie Morel est la fille de Étienne Joseph Morel, capitaine et pilote de la marine marchande,. En 1898, elle se marie avec Gilles Louet, capitaine au long cours qui meurt en mer le 16 février 1902 à la Richardais. D'après Les Annales politiques et littéraires, son mari, « Jean Kermor », marin, est mort en mer. Le 7 décembre 1903, elle est admise à la Société académique de Brest dont elle démissionne peu après.
Le 20 juillet 1906, elle fonde une association à Paris : l'Union des femmes des marins de l’État et du Commerce. Elle vit alors près de Rouen, au 117, rue Léon-Malétra au Petit-Quevilly ou à Paris, au 39, boulevard des Capucines. Elle se remarie en 1907 au Petit-Quevilly avec Jules Albert Rossignon, pharmacien.

## Œuvres

### Œuvres musicales
Parmi ses œuvres, on trouve :
- La Mouette blanche, opéra-comique, pièce lyrique et dramatique en quatre actes, sur un livret de la compositrice, représenté pour la première fois au Théâtre-Français de Rouen (1903)[10],[11],[12]
- Marche de l'Alliance, mélodie en hommage au général Joffre et aux vaillantes armées alliées (1915)[13]
- La Prière d'Yvonne, mélodie dédiée aux fiancées des marins (1915)[14]
- Risarella, valse chantée tirée du roman de Marine ou Le Serment d'un Rêve (1915)[15]
- Yves Le Goff représenté pour la première fois au théâtre municipal de Dieppe (1922)[16]
- Le Trou au plafond, saynète (1933)[17]
- Un titre s.v.p., comédie-bouffe (1935)[18]
- Ils étaient trois (1937)[19]
- Monik, brodeuse d'Armor (1937)[19]

### Œuvres littéraires
- Le Serment d'un rêve, hommage et souvenir à mon cher disparu, Rouen, Impr. de Leprévost-Chénot, 1903, in-16[20]
- Hommage aux pêcheurs bretons, fraternité, Rouen, Impr. de Leprévost-Chénot, 1903, in-8o
- Le Chant des fuseaux, comédie musicale en un acte, créée à Rennes le 11 novembre 1933, sur une musique de Georges Stalin[21]
- « Papus », L'Initiation, no 3,‎ mai-juin 1953, p. 107 (lire en ligne)